# سيمون هو جونز
سيمون هو جونز (بالإنجليزية: Simon Huw Jones)‏ هو مصور ومغني بريطاني، ولد في 1 يونيو 1960 في برمنغهام في المملكة المتحدة.